# 卡缅涅茨-波多利斯基大屠杀
卡缅涅茨-波多利斯基大屠杀（德語：Massaker von Kamenez-Podolsk，羅馬化：Kamianets-Podilska rizanyna）是二战中一起针对犹太人的大规模枪决行动，实施于巴巴羅薩行動的开端阶段，由纳粹德国维安警察营（番号320）的机动杀人小组与弗里德里克·耶克爾恩管辖的别动队共同执行于1941年8月27-28日。匈牙利军队、乌克兰辅警也参与了此次行动。因行动执行的城市卡缅涅茨-波多利斯基（但是归属于苏联，现属于乌克兰）而得名，当时城市刚刚在不久前的7月11日被德军占领。根据德国方面的记录，23,600名犹太人（包含儿童）被屠杀，其中包括16,000名早前被德國的盟國匈牙利王國驱逐出匈牙利的犹太人。